# Under the Skin (2013)
Under the Skin är en science fiction-film från 2013 i regi av Jonathan Glazer, som även har skrivit dess manus tillsammans med Walter Campbell, baserat på Michel Fabers roman med samma namn från 2000. Filmen, som har Scarlett Johansson i huvudrollen, hade premiär på Telluride Film Festival i USA den 29 augusti 2013, och släpptes sedan för biopremiär i Storbritannien den 14 mars 2014.

## Handling
En utomjordisk varelse skickas till planeten jorden för att utföra ett uppdrag. Hon tar sig an formen av en död kvinna och börjar köra runtomkring i Skottland, där hon förför och lockar till sig ensamma män, som är helt ovetande om vad som väntar dem härnäst. Efter att ha förfört och lockat till sig dessa ensamma män tar kvinnan med sig dem till ett tomt och avlägset ödehus, där hon gör slut på dem, genom att låta dem sjunka ner i en svart, spegelliknande vätska, som löser upp deras kroppar bit för bit. Deras kroppar blir därmed utvunna, men syftet med det hela förblir dock väldigt oklart.
Den utomjordiska kvinnan är till en början väldigt kall och opåverkad, men när hon sedan stöter på en man som har en ansiktsmissbildning, börjar hon helt plötsligt att visa medkänsla och släpper honom fri, samtidigt som hon även börjar ifrågasätta sin roll som förgörare av dessa män. Hon försöker därmed leva som en helt vanlig människa, men misslyckas dock med att göra vanliga saker som att äta, känna samhörighet och ha sex. Hon känner sig också alltmer främmande, eftersom hennes kropp bara är en så kallad "mask" under hennes faktiska skepnad som utomjording.
Avslutningsvis flyr kvinnan djupt in i skogen, där hon utsätts för ett våldtäktsförsök av en man, som sliter bort hennes människohud och får se hennes riktiga jag. Mannen dödar henne genom att tända eld på henne, och låter röken från hennes kropp stiga raka vägen upp mot skyn.

## Rollista
| Scarlett Johansson/Jessica Mance | – Honan                  |
| Jeremy McWilliams                | – Den elake mannen       |
| Lynsey Taylor Mackay             | – Den döda kvinnan       |
| Dougie McConnell                 | – Pick-Up Man            |
| Kevin McAlinden                  | – Det första offret      |
| Kryštof Hádek                    | – Simmaren               |
| Roy Armstrong                    | – Pappa på stranden      |
| Alison Chand                     | – Mamma på stranden      |
| Joe Szula                        | – Mannen på klubben      |
| Paul Brannigan                   | – Andrew                 |
| Scott Dymond                     | – Den nervöse mannen     |
| Adam Pearson                     | – Den missbildade mannen |
| Dave Acton                       | – Loggern                |